# بخش یونین (شهرستان پوتنام، اوهایو)
بخش یونین (به انگلیسی: Union Township) یک منطقهٔ مسکونی در ایالات متحده آمریکا است که در شهرستان پاتنم، اوهایو واقع شده‌است.
 بخش یونین ۷۸٫۷ کیلومتر مربع مساحت و ۲٬۵۵۷ نفر جمعیت دارد و ۲۲۲ متر بالاتر از سطح دریا واقع شده‌است.